# Leporinus ecuadorensis
Leporinus ecuadorensis är en fiskart som beskrevs av Eigenmann och Henn, 1916. Leporinus ecuadorensis ingår i släktet Leporinus och familjen Anostomidae. Inga underarter finns listade i Catalogue of Life.